# Laeta Kalogridis
Laeta Elizabeth Kalogridis (sinh ngày 30 tháng 8 năm 1965) là một nhà biên kịch và nhà sản xuất phim người Mỹ gốc Hy Lạp. Bà đã soạn kịch bản cho nhiều bộ phim như Alexander (2004), Night Watch (2004), Pathfinder, Shutter Island (2010). Bà cũng là nhà sản xuất điều hành các loạt phim truyền hình Birds of Prey và Bionic Woman, đồng sáng tác kịch bản cho Terminator Genisys (2015).

## Đầu đời và giáo dục
Laeta Kalogridis được sinh ra ở Winter Haven, Florida. Bà tốt nghiệp Davidson College ở Davidson, North Carolina và Đại học Texas tại Austin. Bà là người Hy Lạp; ông bà của bà đã di cư từ Kalymnos vào đầu thế kỷ 20. Bà tốt nghiệp chương trình MFA để viết kịch bản tại UCLA.

## Sự nghiệp
Đầu năm sự nghiệp, Kalogridis đã viết kịch bản về Joan of Arc có tựa đề In Nomine Dei. Bà bán kịch bản cho Warner Bros. vào tháng 4 năm 1994, nhưng bộ phim không được sản xuất. Vào tháng 3 năm 1995, bà là tác giả của kịch bản cho X-Men, bộ phim bom tấn năm 2000. Cuối năm 1999, bà viết kịch bản cho Scream 3.
Vào tháng 9 năm 2000, bà tiếp tục thực hiện công việc kịch bản cho bộ phim năm 2001 Lara Croft: Tomb Raider. Đồng thời cũng là nhà sản xuất điều hành và tác giả cho hai tập phim "Slick" và "Premiere" trong sê-ri Birds of Prey năm 2002. Vào tháng 9 năm 2003, bà đã tham gia viết lại cho Wonder Woman của Warner Bros. Bà cũng là tác giả kịch bản cho bộ phim tiếng Anh Night Watch năm 2004, đồng thời viết cho phim Alexander cùng năm.
Vào tháng 1 năm 2005, bà được giao vai trò biên kịch phiên bản remake của The Lone Ranger cho Columbia Pictures. Vào tháng 11 năm 2005, bà đã giúp viết cho Borgia, một bộ phim về gia đình Borgia ở Rome thế kỷ 15. Vào tháng 2 năm 2006, Kalogridis bắt đầu viết cho The Dive, một bộ phim được lên kế hoạch của đạo diễn Cameron có nội dung về những người tự do Francisco "Pipin" Ferrara và Audrey Mestre.
Vào tháng 1 năm 2007, bà bắt đầu viết Alita: Thiên Thần Chiến Binh, bộ phim được lên kế hoạch của đạo diễn James Cameron dựa trên bộ truyện tranh kinh điển cyberpunk Battle Angel Alita. Vào tháng 10 năm 2007, cô đã viết lại cho bộ phim ma cà rồng Darksiders của New Line Cinema. Cũng là tác giả cho kịch bản của bộ phim Pathfinder năm 2007. Bà cũng là nhà sản xuất điều hành cho bộ phim truyền hình Bionic Woman năm 2007, và cũng là người sáng lập trang web ủng hộ Hollywood United.
Bà đảm nhiệm sản xuất điều hành cho bộ phim bom tấn Avatar năm 2009. Bà cũng biên kịch cho bộ phim Shutter Island năm 2010. Bà đã sản xuất bộ phim năm 2013 White House Down. Năm 2013, bà và Patrick Lussier đều là đồng tác giả cho bộ phim thứ năm trong loạt phim Terminator, Terminator Genisys, cho Paramount Pictures và Skydance Productions.
Năm 2018, bà là nhà sản xuất cho bộ phim The House with a Clock in Its Walls. Tiếp tục thực hiện bộ phim chuyển thể từ truyện tranh Alita: Thiên Thần Chiến Binh với tư cách đồng tác giả cùng James Cameron và Robert Rodriguez, được phát vào ngày 14 tháng 2 năm 2019. Từ năm 2016, bà cũng đã viết và điều hành sản xuất cho loạt phim người đóng Sword Art Online của Netflix.

## Phim
| Năm  | Phim                                         | Công việc                                                           |
| ---- | -------------------------------------------- | ------------------------------------------------------------------- |
| 2000 | Dracula 2000                                 | Đoạn cảm ơn                                                         |
| 2002 | Birds of Prey                                | Sản xuất điều hành, soạn kịch bản cho hai tập "Slick" và "Premiere" |
| 2004 | Night Watch                                  | Biên kịch (tiếng Anh)                                               |
| 2004 | Alexander                                    | Biên kịch                                                           |
| 2007 | Pathfinder                                   | Biên kịch                                                           |
| 2007 | Bionic Woman                                 | Sản xuất điều hành, soạn kịch bản cho tập "Pilot"                   |
| 2009 | Avatar                                       | Sản xuất điều hành                                                  |
| 2010 | Shutter Island                               | Biên kịch, sản xuất điều hành                                       |
| 2013 | White House Down                             | Sản xuất                                                            |
| 2015 | Terminator Genisys                           | Đồng biên kịch, sản xuất điều hành                                  |
| 2018 | Altered Carbon                               | Phát triển, biên kịch, sản xuất điều hành                           |
| 2018 | The House with a Clock in Its Walls          | Sản xuất điều hành                                                  |
| 2019 | Alita: Thiên Thần Chiến Binh                 | Đồng biên kịch                                                      |
| 2019 | Untitled Sword Art Online live-action series | Biên kịch, sản xuất điều hành                                       |